# Eva Perón (película)
Eva Perón, también conocida como Eva Perón: la verdadera historia, es una película argentina dramática-histórica de 1996 dirigida por Juan Carlos Desanzo y escrita por José Pablo Feinmann. Es protagonizada por Esther Goris y Víctor Laplace en los papeles de Eva Perón y Juan Domingo Perón. Se estrenó el 24 de octubre de 1996 y fue ganadora de varios premios nacionales, entre ellos el Cóndor de Plata a la Mejor actriz, Mejor guion original y Mejor dirección artística de la Asociación de Cronistas Cinematográficos de la Argentina.

## Sinopsis
La película narra la vida de la histórica dirigente Eva Perón (1919-1952). La historia comienza in medias res, tomando como eje del relato los sucesos acontecidos en 1951, cuando fue propuesta como candidata a Vicepresidente de la Nación por parte de la CGT (candidatura a la que Eva Perón renuncia tan solo una semana después de haberse anunciado), y los eventos que se suceden a continuación.

### Elenco
- Esther Goris (María Eva Duarte de Perón)
- Victor Laplace (Juan Domingo Perón)
- Cristina Banegas (Juana Ibarguren, madre de Evita)
- Pepe Novoa (Gral. Franklin Lucero)
- Irma Córdoba (Mercedes Ortiz de Achával Junco)
- Lorenzo Quinteros (Gral. Eduardo Lonardi)
- Tony Vilas (Gral. Edelmiro Farrell)
- Jorge Petraglia (Obispo)
- Enrique Liporace (Raúl Apold)
- Tony Lestingi (Alejandro Achával Junco)
- Leandro Regúnaga (José Espejo)
- Fernando Sureda (Armando Cabo)
- Danilo Devizia (Enrique Santos Discépolo)
- Carlos Roffe (Gral. Ángel Solari)
- Jean Pierre Reguerraz (Gral. Benjamín Menéndez)
- Miguel Tarditti (Américo Ghioldi)
- Francisco Nápoli (Arturo Frondizi)
- Horacio Roca (Paco Jamandreu)
- Regina Lamm (Guillermina Bunge de Moreno)
- Ariel Bonomi (Julio Álvarez)
- Luis Herrera (John William Cooke)
- Joselo Bella (Hernán Benítez)
- Eduardo Ruderman (Héctor Cámpora)
- Ramón Acuña (Chofer auto presidente)
- Fernando Álvarez (Obrero mayor)
- Mario Barreiro (Obrero peronista)
- Hugo Álvarez (Obrero socialista)
- Lindor Bressan (Militar Casa de Gobierno)
- Raúl Florido (Militar Casa de Gobierno)
- Inés Flomenbaum (Enfermera)
- Pedro Mansilla (Actor radioteatro)
- Ernesto Catalán (Sonidista radioteatro)
- Manuel Rosón (Hombre velatorio)
- Florencia Sztajn (Evita niña)
- Darío Contartesi (Juan Duarte niño)
- Carla Damico (Blanca Duarte)
- Gabriela López (Elisa Duarte)
- Jorge García Marino (Ministro)
- Luis Mazzeo (Oficial jeep)
- Jovita Dieguez (Mujer fundación)
- Inés Rey (Anciana asilo)
- Martín Coria (Obrero gráfico)
- Nora Mercado (Mujer radio)
- Pablo Carnaghi (Florencio Soto)
- Julio Pozueta (Isaías Santín)
- Enrique Flynn (Joven velatorio)
- Javier Faur
- Valeria Lorca
- Rosa Albina Ibáñez
- Adriana Pérez Gianny
- Roberto Fratantoni

}}

## Premios
- 1997, Premios Cóndor, Asociación de Cronistas de Cine de la Argentina, Cóndor de Plata a la mejor actriz (Esther Goris)
- 1997, Premios Cóndor, Asociación de Cronistas de Cine de la Argentina, Cóndor de Plata a la mejor dirección artística (Miguel Ángel Lumaldo)
- 1997, Premios Cóndor, Asociación de Cronistas de Cine de la Argentina, Cóndor de Plata al mejor guion original (José Pablo Feinmann)